# Президентская библиотека-музей Герберта Гувера
Президентская библиотека-музей Герберта Гувера — президентская библиотека и музей Герберта Гувера являются президентской библиотекой и местом захоронения Герберта Кларка Гувера, 31-го президента США (1929–1933 гг.), расположенного на территории Национального исторического музея Герберта Гувера в Уэст-Бранче, штат Айова. Библиотека является одной из тринадцати президентских библиотек, находящихся в ведении Национального управления архивов и документации.

## История
В 1954 году группа друзей Гувера учредила Фонд места рождения Герберта Гувера, чтобы собрать деньги для сохранения его места рождения и территории вокруг него, а также для планирования улучшения места. Одна из их идей состояла в том, чтобы построить небольшой музей, и с разрешения Гувера работа началась в конце 1950-х годов. Архитектурная фирма Эггерса и Хиггинса из Нью-Йорка разработала планы создания оригинального здания, скромного известнякового сооружения площадью чуть более 4000 квадратных футов. Пока музей в Западном филиале ещё находился в процессе строительства, Гувер решил расширить его и сделать его своей Президентской библиотекой.
Библиотека и музей были официально посвящены и открыты для публики 10 августа 1962 года, к 88-летию Гувера. Гувер и бывший президент Гарри С. Трумэн присутствовали на посвящении.
Первоначальное здание библиотеки и музея несколько раз расширялось, при этом основные дополнения были завершены в 1964, 1971, 1974 и 1992 годах. Архитекторами проектов расширения 1964, 1971 и 1974 годов были Wetherell & Harrison и Wagner Associates.
8 августа 1992 года бывший президент Рональд Рейган вновь посвятил библиотеку и музей. Повторное освидетельствование было результатом проекта реконструкции, который расширил библиотеку до 4 382,1 м2. Расширение на $6,5 млн стало государственно-частным партнёрством: Вашингтон выделил $5 млн на кирпичи и строительный раствор, дополнив $1,5 млн, привлечённых Ассоциацией президентских библиотек имени Герберта Гувера для новых экспонатов. Архитектором расширения 1992 года стала HNTB Corp..
Имея почти 300 коллекций, Библиотека является важным центром изучения консервативной мысли, экономики сельского хозяйства, помощи голодающим, коммерческой авиации, политической журналистики, эффективности и реорганизации правительства, изоляционизма и внешней политики США. В дополнение к документам Герберта Гувера, в состав рукописей входят документы таких личностей, как: Льюис Стросс, Джеральд Най, Феликс Морли, Кларк Молленхофф, Роберт Э. Вуд, Уэстбрук Пеглер и Лора Инглз-Уайлдер и другие.
Библиотека-музей расположена на территории Национального исторического памятника Герберта Гувера, где находятся место рождения Гувера, реконструкция кузнечного магазина отца Гувера, однокомнатный школьный дом, дом собраний квакеров и — на холме с видом на Библиотеку и Исторический музей — могилы Герберта и Лу Генри Гувер.